# Aristida wrightii
Aristida wrightii är en gräsart som beskrevs av George Valentine Nash. Aristida wrightii ingår i släktet Aristida och familjen gräs. Inga underarter finns listade i Catalogue of Life.